# 邱文明
邱文明（1956年—），山东禹城人，汉族，中华人民共和国政治人物、第十二届全国人民代表大会解放军代表。
毕业于国防大学专业。加入中国共产党。2013年，担任全国人大代表。